# Kevermes
Kevermes é uma vila da Hungria, situada no condado de Békés. Tem 43,34 km² de área e sua população em 2019 foi estimada em 2.049 habitantes.